# 용아중학교
용아중학교는 대한민국 충청북도 청주시에 있는 공립 중학교이다.

## 학교 연혁
- 2025년 3월 1일 : 개교